# Marjorie Liu
Marjorie M. Liu (Filadelfia, 1979) è una scrittrice statunitense autrice di fumetti e di romanzi di paranormal romance e urban fantasy tra cui le serie The Hunter Kiss e Tiger Eye.
Per la Marvel Comics ha scritto per le serie NYX, X-23, Dark Wolverine e Astonishing X-Men. Per l'Image Comics scrive la serie Monstress che ha vinto l'Eisner Award per il migliore autore nel 2018, rendendola la prima donna a vincerlo nei trent'anni di storia del premio. Sempre con Monstress ha vinto per due volte il premio Hugo, insieme alla disegnatrice Sana Takeda, per la migliore serie.

## Biografia
È nata a Filadelfia nel 1979 ed è cresciuta a Seattle. Suo padre è taiwanese, mentre sua madre è una statunitense di discendenza francese, scozzese e irlandese. Fin da giovane ha sviluppato l'amore per la lettura, su libri come La piccola casa nella prateria di Laura Ingalls Wilder e sui lavori di Robert Louis Stevenson, Joseph Campbell, Charles de Lint e Jorge Luis Borges.
Liu si è diplomata in lingue e culture dell'Asia orientale, con seconda specializzazione in etica biomedica alla Lawrence University di Appleton in Wisconsin. Mentre studiava ha sviluppato un fansite chiamato The Wolverine and Jubilee page, per esercitarsi nel web design. Sebbene non avesse letto fumetti da giovane era familiare con gli X-Men attraverso la serie TV e le fan fiction, e per familiarizzarsi meglio acquistò per riferimento copie di X-Men e Wolverine appassionandosi alle storie e diventando una fan. Per sperimentare le sue capacità di scrittura scrisse anche delle fan fiction degli X-Men.
Dopo il diploma frequentò la scuola di legge dell'University of Wisconsin, impressionata dal loro centro legale per l'Asia orientale e per la presenza dei principali esperti di legge sulle biotecnologie nella facoltà. Fece tirocinio nell'ambasciata statunitense di Pechino, che all'epoca sta trattando con il governo cinese nuove regole riguardanti l'importazione di cibi geneticamente modificati. Si diplomò nel maggio 2003 e ammessa nell'ordine degli avvocati.

## Carriera

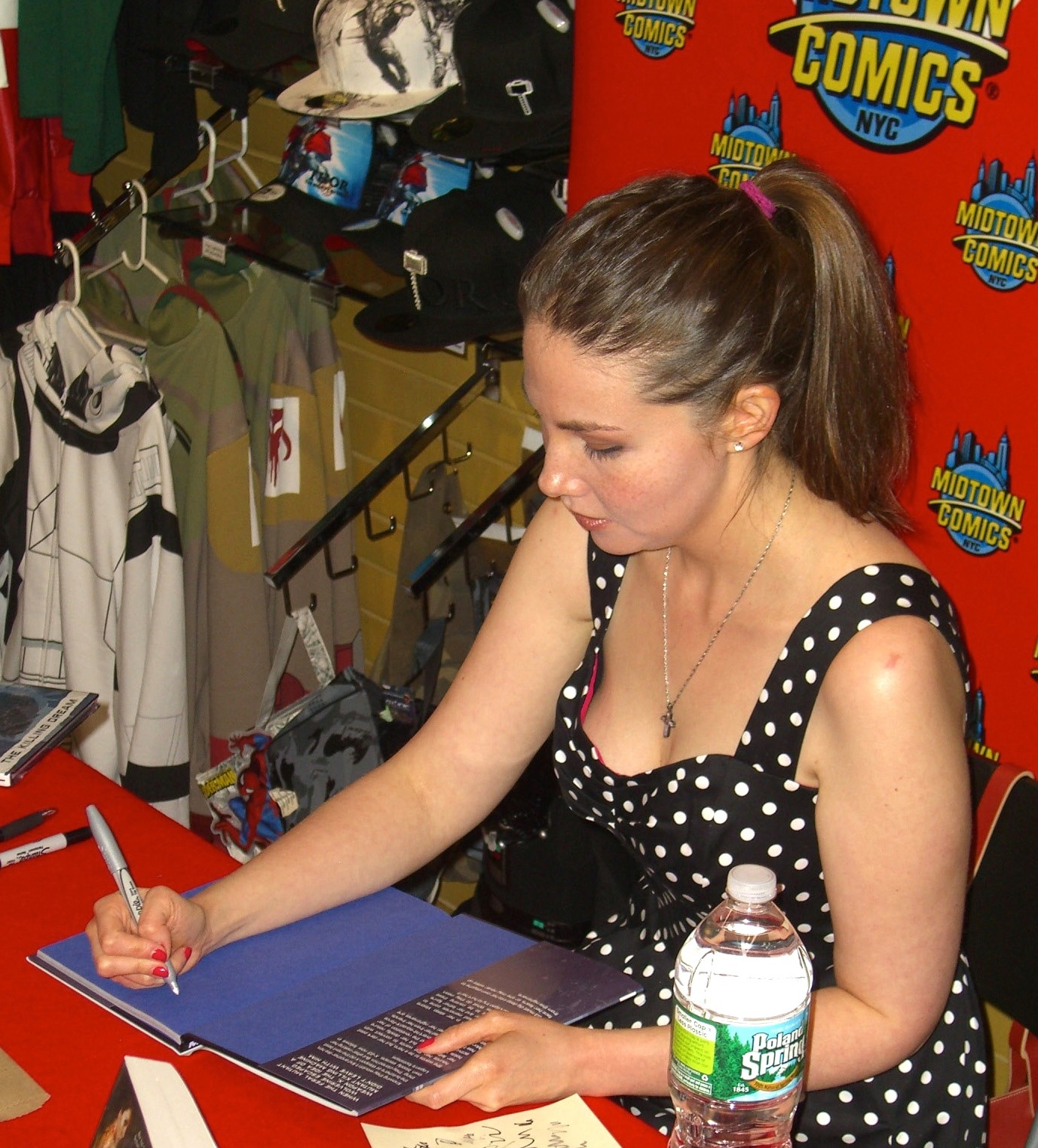
Liu mentre autografa i suoi libri al Midtown Comics Times Square nel 2011

Per l'epoca della Laura Liu era disillusa della vita di avvocato e decise di diventare una scrittrice. Dopo aver pubblicato poesie, storie brevi e saggi, propose a diversi editori il suo primo romanzo paranormal romance, Tiger Eye, fino a che non fu accettato dalla Dorchester e pubblicato nel novembre 2007. Scrisse quindi un seguito a Tiger Eye, e A Taste of Crimson (agosto 2005), quest'ultimo un seguito al romanzo di Liz Maverik Crimson City.
A una convention libraria a Tucson vedendo un ragazzino vestito da Uomo Ragno commentò al suo agente letterario, Lucienne Diver, che le sarebbe piaciuto scrivere per la Marvel Comics. Diver, che conosceva un curatore editoriale che stava acquisendo scrittori per scrivere romanzi di personaggi Marvel per la Pocket Books, lo contattò e scoprì che c'era disponibilità per qualcuno che scrivesse romanzi degli X-Men.
Dopo aver scritto il romanzo Dark Mirror (2005) Liu cominciò a contattare i curatori editoriali della Marvel riguardo alla possibilità di scrivere fumetti e dopo tre anni ottenne il primo incarico, lo spin-off degli X-Men, NYX. Ha inoltre lavorato sulla serie X-23, terminata con il numero 21 e insieme a Daniel Way ha scritto per la serie Daken: Dark Wolverine.
Liu tiene un corso al MIT sulla scrittura di fumetti e partecipa ai workshop VONA/VOICES all'UC Berkeley come ospite.
Nel luglio 2018 è diventata la prima donna a vincere un Eisner Award per il miglior scrittore per suo lavoro su Monstress. Ha condiviso il premio con Tom King, a cui è stato assegnato per il suo lavoro sui libri di Batman e Mister Miracle.

## Letture scelte

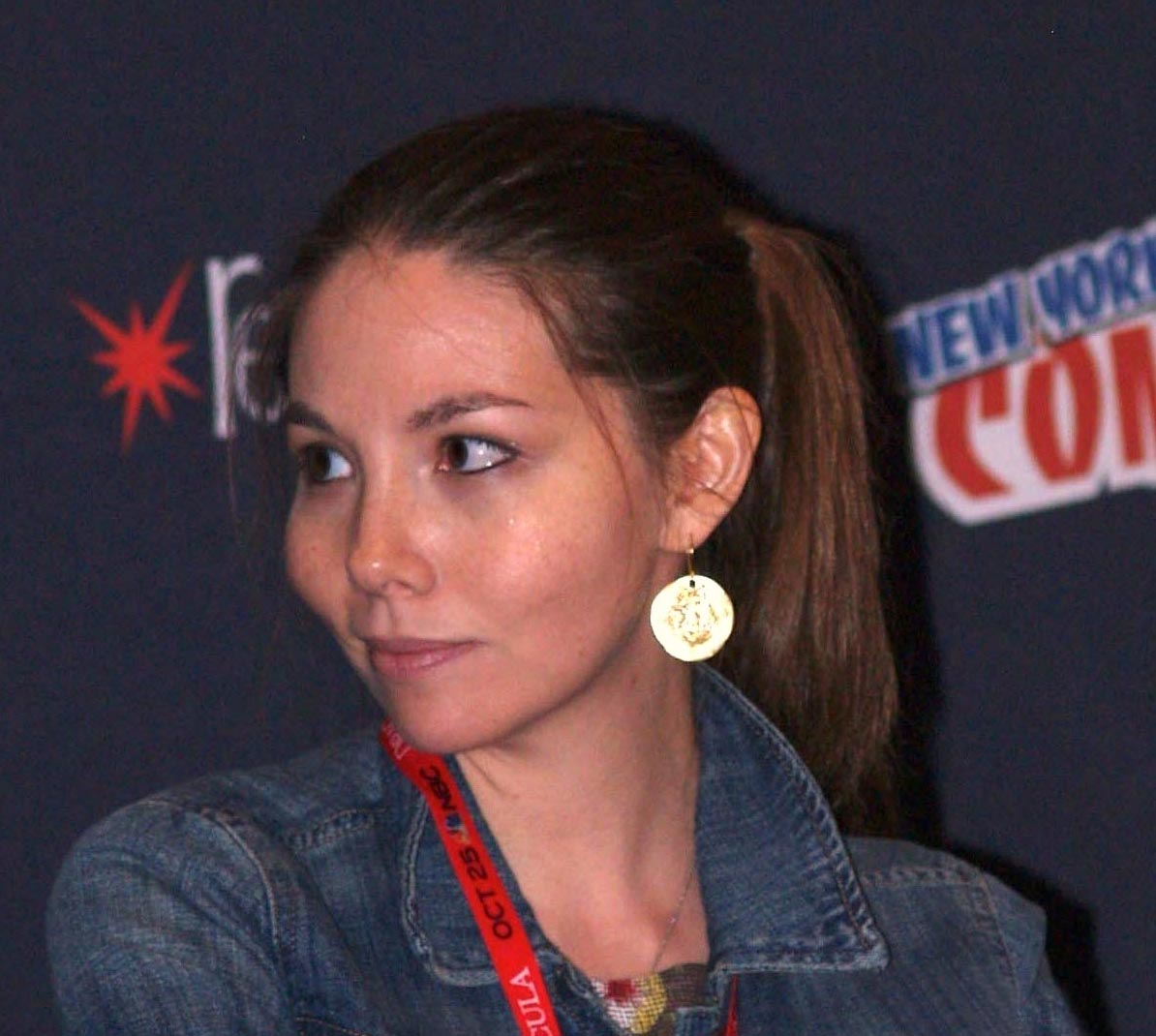
Liu New York Comic Con 2013

Liu ha scritto i ventuno numeri finali di Astonishing X-Men, disegnati da Mike Perkins dal 2012 al 2013. La serie ha ricevuto l'attenzione dei media per aver contenuto il primo matrimonio tra persone dello stesso sesso della Marvel Comics (tra Northstar e il suo compagno da lungo tempo Kyle) nel numero 51. Secondo Axel Alonso, curatore capo della Marvel Comics, l'evento è stato in risposta alla legalizzazione dei matrimoni tra persone dello stesso sesso in New York. Liu fu nominata per un GLAAD Media Award nel 2013.
Nel 2015 ha iniziato a scrivere la serie Monstress, pubblicata dalla Image Comics, con la quale ha incontrato molto fama per l'esplorazione del razzismo, gli effetti della guerra e il femminismo.

## Vita personale
Dal 2011 vive a Boston con lo scrittore Junot Díaz.

## Premi

### Vinti
- PEARL Award 2005 Best New Author per[19]
- PEARL Award 2005 Best Futuristic per A Taste of Crimson[19]
- Romantic Times Reviewers' Choice Award 2005 Best Contemporary Paranormal Romance per Tiger Eye[20]
- Romantic Times Reviewers’ Choice Award 2012 Urban Fantasy Worldbuilding per The Mortal Bone[21]
- Premio Hugo 2017 Best Graphic Story per Monstress, Volume 1: Awakening[22]
- Premio Hugo 2018 Best Graphic Story per Monstress, Volume 2: The Blood[23]
- Eisner Award 2018 Best Writer per Monstress[2]

### Nominata
- Eisner Award 2016 Best Writer per Monstress[24][25]
- GLAAD Media Award 2013 Outstanding Comic Book per Astonishing X-Men n. 51[16]
- Romantic Times Reviewers’ Choice Nominee 2011 Paranormal Romance per The Mortal Bone[26]
- Romantic Times Book of the Year 2011 Editor's Choice per Within the Flames[27]
- Romantic Times Reviewers' Choice Award 2008 Best Shapeshifter Romance per The Last Twilight[28]
- Romantic Times Reviewers' Choice Award 2008 Best Urban Fantasy per The Iron Hunt[29]

## Opere

### Romanzi
- Serie Dirk & Steele
  - Book 1 - Tiger Eye (2005)
  - Book 2 - Shadow Touch (2006)
  - Book 3 - The Red Heart of Jade (2006)
  - Book 4 - A Dream of Stone and Shadows (2006) - in Dark Dreamers anthology, NYT Best Seller[1]
  - Book 5 - Eye of Heaven (2006)
  - Book 6 - Soul Song (2007)
  - Book 7 - The Last Twilight (2008)
  - Book 8 - The Wild Road (2008)
  - Book 9 - The Fire King (2009)
  - Book 10 - In the Dark of Dreams (2010)
  - Book 11 - Within the Flames (2011)
- Serie Hunter Kiss
  - The Iron Hunt (2008)
  - Darkness Calls (2009)
  - Hunter Kiss (1/2009) - Romanzo breve nell'antologia Wild Thing
  - Armor of Roses (1/2010) - Romanzo breve nell'antolgia Inked
  - A Wild Light (7/2010)
  - The Mortal Bone (2011)
  - Labyrinth of Stars (2014)
- Altri romanzi
  - A Taste of Crimson: Crimson City, Book 2 (2005)
  - X-Men: Dark Mirror (2005)
- Romanzi brevi
  - Six (anthology: Holidays are Hell)
  - Minotaur in Stone (anthology: Hotter than Hell)
  - The Robber Bride (anthology: Huntress)
  - After the Blood (anthology: Songs of Love and Death)
  - Sympathy for the Bones (anthology: An Apple for the Creature)
  - The Last Dignity of Man (anthology: The Mad Scientist's Guide to World Domination)
  - The Tangleroot Palace (anthology: Never After)
  - Call Her Savage (anthology: Masked)

### Fumetti
- NYX: No Way Home #1 - 6 (Marvel Comics, 2008–2009)
- Dark Wolverine #75 - 90 (con Daniel Way, Marvel Comics, 2009–2010)
- X-23 Vol. 2 #1- Women of Marvel one-shot (Marvel Comics, 2010)
- Black Widow Vol. 4 #1 - 5 (Marvel Comics, 2010)
- Girl Comics #3 (la storia di Wolverine & Jubilee, Marvel Comics, 2010)
- Wolverine: Road to Hell - one-shot (Marvel Comics, 2010)
- Daken:Dark Wolverine #1 - 9 (co-written with Daniel Way, Marvel Comics, 2010–2011) (seguito di Dark Wolverine)
- X-23 Vol. 3 #1 - 21 (Marvel Comics, 2010–2012)
- Jim Henson's Storyteller ("Puss in Boots", Archaia, 2013)
- Astonishing X-Men Vol. 3 #48 - #68, (Marvel Comics, 2012–2013)
- X-Termination #1 (Marvel Comics, 2013)
- X-Treme X-Men Vol. 2 #13 (Marvel Comics, 2013)
- Legends of Red Sonja #4 (Dynamite, 2014)
- Monstress (Image Comics, 2015)
- Star Wars: Ian Solo (Marvel Comics, 2016)

### Racconti brevi
- Where the Heart Lives in My Big Fat Supernatural Honeymoon (2007)
- After the Blood in Songs of Love and Death (2010)
- The Last Dignity of Man in The Mad Scientist's Guide to World Domination (2013)
- Briar and Rose in The Starlit Wood (2016)
- Ghost in Secret Loves of Nerd Girls (2017)